# Chemellier
Chemellier är en kommun i departementet Maine-et-Loire i regionen Pays de la Loire i nordvästra Frankrike. Kommunen ligger i kantonen Gennes som tillhör arrondissementet Saumur. År 2018 hade Chemellier 767 invånare.

## Befolkningsutveckling
Antalet invånare i kommunen Chemellier
| Referens: INSEE |